# Segesta (Sicilija)
 Ovo je glavno značenje pojma Segesta (Sicilija). Za druga značenja pogledajte Segesta.
Segesta se nalazila na Siciliji, talijanskom otoku na Mediteranu. Segesta je jedno od najznačajnijih arheoloških područja cijele Sicilije, a i Mediterana.  Osnovali su ju pleme Elimi, te je uz gradove kao Erice i Entellu, bila glavni centar tamnošnje kulture. Grad je povijesno važan i zbog čestih sukoba sa susjednim narodom Selilunte, za vlast nad plodnim područjima oko rijeke Mazaro, u kojima su Segesti u pomoć pritjecale i veće ratne sile kao npr. Atena. Nakon Prvog punskog rata, bila je prvi grad koji je prešao pod Rimsku vlast, zbog čega je uživala period blagostanja i ekonomskog napretka, potpomognut političkom moći Rimskog Carstva.

## Segestin hram
Segestin hram se nalazio izvan dvostrukih gradskih zidina, najvjerojatnije u središtu posvećenoga tla. Izgrađen je oko zadnjih 30 godina 5. stoljeća pr. Kr., te je vrlo vjerni pokazatelj dorskog stila gradnje, osim što hramu u potpunosti nedostaje krov, što i nije tipično za tadašnju arhitekturu.
Mišljena povjesničara oko toga su podijeljena, dok jedni smatraju da je gradnja hrama bila iznenadno i nasilno prekinuta, možda nekim napadom ili provalom drugih naroda, ostali misle da je krov namjerno izostavljen, te da je hram zapravo služio kao svojevrsno otvoreno svetište za Elymske obrede.